# Tampines Rovers Football Club
Tampines Rovers Football Club é um clube de futebol da região de Tampines, Singapura, que disputa a S-League. Um dos maiores ganhadores do futebol de Singapura, possui como cores oficiais o amarelo e o preto. Manda seus jogos no Tampines Stadium, com capacidade para 3600 torcedores.

## História
Fundado em 1945, por entusiastas da região de Tampines, batizaram o clube após várias decisões de Tampines Rovers. São conhecidos como stags veados.Seu grande rival é o Geylang United FC, com quem faz o "Derby do Leste".

## Treinadores
- Victor Stănculescu (1997–1998)
- Vorawan Chitavanich (1 Jan 2004 – Dez 2010)
- Steven Tan (1 Jan 2011 – 10 Aug 2012)
- Zulkarnaen Zainal (Jan 2012 – ??)
- Tay Peng Kee (11 Aug 2012 – 31 Dec 2012)
- Nenad Baćina (1 Dec 2012 – 28 May 2013)
- Tay Peng Kee (28 May 2013 – 27 Nov 2013)
- Salim Moin (28 Nov 2013 – 27 April 2014)[2]
- Rafi Ali (27 April 2014 – 5 Nov 2014)[2]
- V. Sundramoorthy (5 Nov 2014 – Jun 2016)
- Akbar Nawas (June 2016 – ????)